# Łaszczów (gemeente)
De gemeente Łaszczów is een landgemeente in het Poolse woiwodschap Lublin, in powiat Tomaszowski (Lublin).
De zetel van de gemeente is in Łaszczów.
Op 30 juni 2004 telde de gemeente 6582 inwoners.

## Oppervlakte gegevens
In 2002 bedroeg de totale oppervlakte van gemeente Łaszczów 128,23 km², waarvan:
- agrarisch gebied: 87%
- bossen: 4%

De gemeente beslaat 8,62% van de totale oppervlakte van de powiat.

## Demografie
Stand op 30 juni 2004:
| Omschrijving                   | Totaal | Totaal | Vrouwen | Vrouwen | Mannen | Mannen |
| ------------------------------ | ------ | ------ | ------- | ------- | ------ | ------ |
| eenheid                        | aantal | %      | aantal  | %       | aantal | %      |
| inwoners                       | 6582   | 100    | 3366    | 51,1    | 3216   | 48,9   |
| bevolkingsdichtheid (inw./km²) | 51,3   | 51,3   | 26,2    | 26,2    | 25,1   | 25,1   |

In 2002 bedroeg het gemiddelde inkomen per inwoner 1468,34 zł.

## Administratieve plaatsen (sołectwo)
Czerkasy, Dobużek, Domaniż, Hopkie, Kmiczyn, Łaszczów, Łaszczów-Kolonia, Małoniż, Muratyn, Nabróż, Nadolce, Pieniany, Pieniany-Kolonia, Podhajce, Podlodów, Pukarzów, Ratyczów, Steniatyn, Wólka Pukarzowska, Zimno.

## Overige plaatsen
Dobużek-Kolonia, Hopkie-Kolonia, Kmiczyn-Kolonia, Muratyn-Kolonia, Nabróż-Kolonia, Pukarzów-Kolonia, Steniatyn-Kolonia, Zimno-Kolonia.

## Aangrenzende gemeenten
Jarczów, Mircze, Rachanie, Telatyn, Tyszowce, Ulhówek